# NGC 243
NGC 243은 안드로메다자리에 위치한 렌즈형 은하이다. 1881년 10월 18일, 프랑스인 천문학자 Édouard Stephan에 의해 발견되었다.